# Air Japan
Air Japan, gestileerd als AirJapan, is een Japanse lagekostenluchtvaartmaatschappij. De maatschappij heeft haar hub op luchthaven Narita en vliegt binnen Azië.

## Geschiedenis

### Beginjaren
Air Japan werd op 29 juni 1990 opgericht als World Air Network als chartermaatschappij van All Nippon Airways. De maatschappij staakte haar vluchten in september 1995, maar maakte een doorstart op 5 juli 2000 als Air Japan. De vluchten werden uitgevoerd onder het merk van ANA.

### Herontwikkeling

Voormalige logo van Air Japan

Op 8 maart 2022 maakte ANA bekend dat Air Japan een lagekostenluchtvaartmaatschappij zou worden en in 2023 van start zou gaan. De naam werd AirJapan, er volgde een rebranding en de maatschappij kreeg haar eigen roepletters. Op 26 januari 2024 ontving de maatschappij haar eerste toestel in het eigen kleurenschema.

## Vloot
De vloot van AirJapan bestaat uit de volgende toestellen (september 2024):
| Type         | In dienst | Orders | Opmerkingen      |
| ------------ | --------- | ------ | ---------------- |
| Boeing 787-8 | 2         | 4      | Geleased van ANA |
| Totaal       | 2         | 4      |                  |

## Bestemmingen
AirJapan vliegt naar de volgende bestemmingen (september 2024):
| Land       | Stad    | Luchthaven                             | Opmerkingen |
| ---------- | ------- | -------------------------------------- | ----------- |
| Japan      | Tokio   | Luchthaven Narita                      | hub         |
| Singapore  | Changi  | Internationale luchthaven Changi       |             |
| Thailand   | Bangkok | Internationale Luchthaven Suvarnabhumi |             |
| Zuid-Korea | Seoel   | Incheon International Airport          |             |